# Nightwish
Nightwish là một ban nhạc symphonic metal đến từ Kitee, Phần Lan, được thành lập năm 1996 bởi nhạc sĩ kiêm keyboard Tuomas Holopainen, tay guitar Emppu Vuorinen, và cựu ca sĩ chính Tarja Turunen. Đội hình hiện tại của Nightwish gồm 5 thành viên, dù Tarja đã bị thay thế bởi Anette Olzon và tay tay bass ban đầu, Sami Vänskä, thay thế bởi Marco Hietala, người sau này kiêm luôn phần giọng nam chính (trước đó được giao cho Tuomas hoặc khách mời).
Mặc dù Nightwish là một trong những ban nhạc lớn của Phần Lan ngay từ khi ra mắt single đầu tiên, "The Carpenter" (1997) và album đầu tay Angels Fall First, tuy nhiên danh tiếng toàn cầu chỉ đến với ban nhạc khi phát hành album Oceanborn, Wishmaster và Century Child, lần lượt vào các năm 1998, 2000 và 2002. Album năm 2004, Once, bán được hơn 1 triệu bản đã mang Nightwish đến toàn nước Mỹ. Hit lớn nhất của họ tại Mỹ, "Wish I Had an Angel" (2004), được chọn làm soundtrack cho ba phim Mỹ để quảng bá cho tour diễn toàn Bắc Mỹ. Ban nhạc tung ra thêm ba đĩa đơn và hai video cho Once, cùng với một bản thu âm lại của "Sleeping Sun" cho album tổng hợp "best of", Highest Hopes (2005), trước khi Turunen chia tay ban nhạc vào tháng 10 năm 2005.
Tháng Năm 2007, cựu ca sĩ chính Alyson Avenue, Anette Olzon, được tiết lộ là sẽ thay thế vị trí của Tarja Turunen và vào mùa thu cùng năm, ban nhạc trình làng album thứ sáu, Dark Passion Play, và bán được hơn 2 triệu bản. Đĩa đơn chủ lực của album, "Amaranth", trở thành một trong những đĩa đơn thành công nhất của Nightwish tại châu Âu. Chuyến lưu diễn quảng bá cho album - một trong những chuyến lưu diễn lớn nhất của ban nhạc - được khởi động từ tháng 10 năm 2007 và kết thúc vào tháng 9 năm 2009. Một E.P/live album mang tên, Made in Hong Kong (And in Various Other Places), phát hành tháng 3 năm 2009 dưới dạng Mini CD/DVD, và album phòng thu thứ bảy của họ, Imaginaerum, được phát hành trên toàn thế giới vào những ngày khác nhau vào cuối năm 2011/đầu năm 2012.
Vào ngày 1 tháng 10 năm 2012, Nightwish thông báo rằng họ đã chia tay với Olzon và sẽ hoàn thành tour diễn hiện tại với ca sĩ Floor Jansen, thành viên của ReVamp và là cựu thành viên của After Forever. Tháng 10 năm 2013, Nightwish thông báo Floor Jansen và Troy Donockley chính thức là thành viên lâu dài của ban nhạc.
Nightwish là ban nhạc và tổ chức âm nhạc có sản phẩm bán chạy thứ ba (third-best-selling) tại Phần Lan với doanh số hơn 900,000 bản được bán ra. Nhóm cũng là ban nhạc nổi tiếng nhất của Phần Lan trên toàn thế giới, bán được hơn 8 triệu bản và giành được hơn 60 đĩa vàng và bạch kim.

## Lịch sử hoạt động

### Thành lập (1996)
Sau khi chơi keyboard ở nhiều ban nhạc metal vào đầu những năm 1990, bao gồm Nattvindens Gråt, Perkele Börk và Darkwoods My Betrothed, Tuomas Holopainen quyết định thành lập một ban nhạc của riêng mình trong một buổi căm trại ngoài trời với bạn bè vào mùa thu 1996. Lúc bấy giờ anh đã hình thành một ý tưởng rõ ràng về thể loại nhạc: acoustic thể nghiệm do chính tay anh viết, tương tự như nhạc hay chơi lúc cắm trại, nhưng kết hợp với âm thanh và không khí riêng biệt, tạo ra bởi tiếng keyboard.
Sau đó Tuomas mời một bạn học Erno "Emppu" Vuorinen chơi đàn acoustic guitar, và ca sĩ hát nhạc cổ điển Tarja Turunen tham gia ban nhạc. Ba người thu bản demo đầu tiên vào mùa đông 1996. Cái tên "Nightwish" bắt nguồn từ tên bản nhạc đầu tiên trong bản demo ấy. Bản demo còn bao gồm cả "The Forever Moments", và một bản thu ban đầu của "Etiäinen"..
Sau khi thu âm bản Nightwish demo, Holopainen nhận ra rằng giọng opera của Turunen quá mạnh mẽ đối với một ban nhạc acoustic, và anh quyết định thêm vào yếu tố heavy metal, nghĩa là thêm cả guitar điện và trống.

### Album ra mắt và tour diễn đầu tiên (1997-1998)

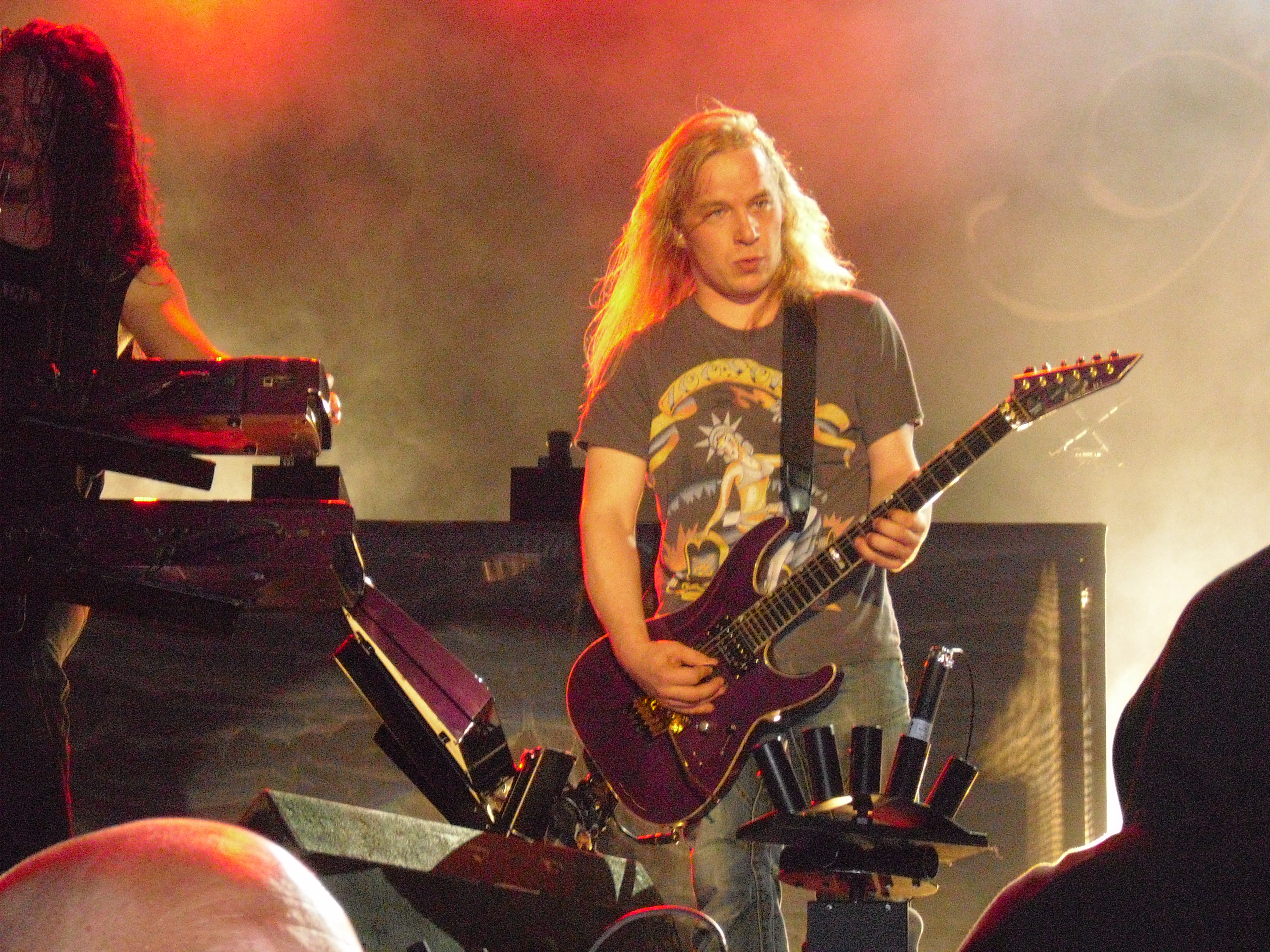
Emppu Vuorinen biểu diễn với Nightwish ở Norway Rock Festival vào năm 2009

Vào đầu năm 1997, sau khi phát hành bản Nightwish demo, Jukka "Julius" Nevalainen gia nhập ban nhạc, và guitar acoustic đã được thay thế bằng guitar điện. Việc thêm các yếu tố heavy metal vào phong cách thể nghiệm hiện tại của ban nhạc đã tạo ra một loạt những giai điệu mới mẻ, khác lạ, sau này trở thành cốt lõi trong âm nhạc của Nightwish.
Ban nhạc bước vào phòng thu vào mùa thu 1997 để ghi âm 7 bài hát cho album demo thứ hai của họ, Angels Fall First. Như một sự chuẩn bị cho album phòng thu cùng tên sau đó, bản demo này được gửi đến hãng thu âm Phần Lan Spinefarm Records vào tháng 5 năm 1997. Hãng này đồng ý phát hành hai album cho Nightwish, và ban nhạc tiến hành thu âm lại một số bản nhạc trong bản demo. Album đầu tay của họ Angels Fall First phát hành trên toàn thế giới vào tháng 10 năm 1997 và xếp hạng 31 ở Phần Lan, với đĩa đơn "The Carpenter" lọt vào top 3 của bảng xếp hạng âm nhạc Phần Lan. "The Carpenter" được phát hành như một đĩa đơn chung gồm các bài hát riêng lẻ của Nightwish, Children of Bodom và Thy Serpent; album này cũng là một trong hai bản có sự góp giọng của Holopainen, trong bốn trên mười một ca khúc của album bên cạnh phần của Turunen.
Mặc dù đón nhận nhiều ý kiến phê bình trái chiều, tháng 12 năm 1997 Nightwish đã tổ chức tour diễn đầu tiên vòng quanh Kitee. Lúc đầu, khi họ thiếu một tay chơi bass, Samppa Hirvonen – đóng vai trò thành viên dự án – đã chơi ở vị trí này trong các liveshow, trong khi Marianna Pellinen – cũng là một thành viên dự án – chơi keyboard và hát lót cho Turunen. Nightwish có dự định đưa Hirvonen lên là thành viên chính thức, nhưng anh này tham gia quân đội Phần Lan như một phần của nghĩa vụ quân sự trong quá trình ban nhạc thu âm album Oceanborn, nên sau đó họ đã mời Sami Vänskä tham gia vào vị trí bassist, vì Tuomas đã biết anh trước trong ban nhạc Nattvindens Gråt. Trong mùa đông năm 1997 và 1998, ban nhạc chỉ biểu diễn bảy lần, vì Turunen bận hoàn thiện nốt chương trình học của mình, trong khi Nevalainen và Holopainen hoàn thành nghĩa vụ quân sự bắt buộc. Nightwish trở lại phòng thu vào tháng 8 năm 1998 với đội hình năm người để thu âm album tiếp theo cho hãng thu âm FireStorm Records.

### Nổi tiếng thế giới (1998-2000)
Ngày 7 tháng 10 năm 1998, Nightwish ra mắt album phòng thu thứ hai, Oceanborn, phạm vi trong Phần Lan. Vận dụng nhiều kỹ thuật và tiến bộ hơn Angels Fall First, trong Oceanborn, Nightwish đã bỏ đi ít nhiều các yếu tố không gian và dân gian trong album đầu tay, ngoại trừ "Moondance". Bên cạnh giọng nữ của Turunen, album còn có sự xuất hiện giọng growl (gầm gừ) do Tapio Wilska (ex-Finntroll) đảm nhận, kể từ khi Tuomas không muốn hát nữa. Wilska cũng từng là thành viên của Nattvindens Gråt.
Oceanborn được đón nhận khả quan hơn so với CD trước. AllMusic nhận xét rằng album "như biểu thị một nỗ lực tuyệt vời", với các bài hát "vô cùng mạnh mẽ". Oceanborn nhanh chóng leo lên hạng 5 trên bảng xếp hạng Phần Lan. Đĩa đơn đầu tiên trong album này, "Sacrament of Wilderness", nhảy vọt lên vị trí số 1 và tại vị nhiều tuần liền. Album ban đầu chỉ phát hành giới hạn ở Phần Lan, nhưng vì sự thành công ngoài dự kiến của "Sacrament of Wilderness", hãng đĩa Spinefarm quyết định phát hành Oceanborn toàn cầu vào mùa xuân 1999. Tháng 5 năm 1999, Nightwish thu âm single "Sleeping Sun (Four Ballads of the Eclipse)", bán được 15,000 trong vòng 1 tháng chỉ riêng ở Đức. Theo sau thành công toàn thế giới đầu tiên, Nightwish được chọn là ban nhạc mở màn cho tour lưu diễn châu Âu của Rage. Cả Oceanborn và hai đĩa đơn "Sacrament of Wilderness" cùng "Walking in the Air" đều giành được đĩa vàng ở Phần Lan vào tháng 8 năm 1999.
Vào đầu năm 2000, trong quá trình sản xuất album thứ ba, Nightwish được chấp nhận tham gia cuộc thi Eurovision Song Contest vòng loại Phần Lan với bài hát "Sleepwalker". Mặc dù chiến thắng trong cuộc bỏ phiếu công khai, Nightwish cuối cùng đứng ở vị trí thứ hai, khi ban giám khảo lựa chọn ca sĩ dòng nhạc phúc âm địa phương Nina Åström để đại diện cho Phần Lan tham dự cuộc thi.
Ngày 19 tháng 5 năm 2000, Nightwish phát hành album thứ ba Wishmaster và lập tức nhảy vọt lên vị trí thứ 1, kéo dài suốt ba tuần liền. Ý kiến phê bình cho album khá trái chiều, khi AllMusic trích dẫn album như một sự lặp lại, và "như một album đầy đủ, nó có thể là một chút khó chịu, thậm chí bực bội". Tuy nhiên, tạp chí Đức Rock Hard nhận xét Wishmaster là "Album của tháng", dù phải cạnh tranh với album được chờ đợi từ lâu của Iron Maiden và Bon Jovi. Sau Wishmaster, Nightwish khởi động tour diễn vòng quanh thế giới đầu tiên của mình, với các buổi diễn ở Nam Mỹ, México, Canada, và tour diễn rầm rộ đầu tiên ở châu Âu cùng với Sinergy và Eternal Tears of Sorrow. Mùa hè cùng năm Nightwish trở về châu Âu và xuất hiện trong hai lễ hội âm nhạc Wacken Open Air và Biebop Metal Fest.

### Tay bass mới và sự thay đổi phong cách (2001-2003)
Năm 2001, Nightwish thu âm bản cover "Over the Hills and Far Away" của Gary Moore cùng với 2 ca khúc mới ("10th Man Down", một bản thu chưa phát hành từ Oceanborn, và "Away", một bản thu chưa phát hành từ Wishmaster) và bản thu âm lại "Astral Romance" (từ album Angels Fall First) với Tony Kakko (Sonata Arctica) hát phần nam chính của Tuomas. Album này được phát hành như một EP (đầu tiên và duy nhất cho đến năm 2009) vào mùa hè năm đó, đặt tên là "Over the Hills and Far Away".
Bản thu này cũng có sự góp giọng một lần nữa của khách mời Tapio Wilska trong "10th Man Down". Họ cũng phát hành (dưới dạng VHS, DVD và CD) live album From Wishes to Eternity, thu lại buổi biểu diễn ở Tampere, Phần Lan, vào 29 tháng 12 năm 2000.
Bản cover "Over the Hills and Far Away" của Nightwish thu được phản hồi tốt từ người hâm mộ, trở thành một phần thường xuyên trong những buổi biểu diễn của ban nhạc, nhưng những bài hát này không có sự đột phá lớn và không được phát hành lại, với chỉ một ngoại lệ trong một buổi biểu diễn của "10th Man Down" trong DVD "End of Innocence" với Marco Hietala (là bassist và ca sĩ nam hiện tại).
Sau khi phát hành bản này, Nightwish phải đối mặt với một trong những thời điểm khó khăn nhất của nhóm. Vấn đề tập trung ở việc tay bassist, Sami Vänskä, người bắt đầu cư xử thiếu trách nhiệm, theo Holopainen, với việc không xuất hiện trong các cuộc hẹn và không có hợp đồng biểu diễn một cách nghiêm túc như các thành viên khác. Sau khi ban nhạc đã cùng nhau thảo luận về các hành vi đó với Vänskä nhiều lần, và không nhận được bất kỳ sự thay đổi nào, tất cả các thành viên còn lại bắt đầu không quan tâm đến Vänskä nữa và căng thẳng ngày một lớn. Cùng lúc, tay guitar Emppu Vuorinen bắt đầu ca cẩm về vai trò của mình trong nhóm, giống như "một tay lính đánh thuê chỉ được làm những gì anh ta bị bắt phải làm". Theo giáo viên thanh nhạc của họ, Plamen Dimov, Vuorinen và Holopainen có những quan điểm hoàn toàn khác nhau, và những khó khăn chắc chắn sẽ phát sinh, như dự tính ban đầu. Nhưng Vuorinen, được mô tả là đã tỏ ra bình tĩnh và "chấp nhận sự khác biệt" ("bite the bullet"), và vấn đề không bao giờ còn lặp lại nữa.
Sau đó, Holopainen thú nhận rằng, tại thời điểm đó, ông bắt đầu suy nghĩ nghiêm túc về việc rời khỏi Nightwish. Sau một buổi biểu diễn ở Nga, ông đã gửi một tin nhắn văn bản tới người bạn nhạc sĩ Tony Kakko của ban nhạc Sonata Arctica, nói rằng ông không nghĩ ông sẽ ở lại ban nhạc lâu nữa, và hỏi Tony về kế hoạch năm tới của anh. Sau buổi biểu diễn cuối cùng của Nightwish trong tour Over the Hills and Far Away vào năm 2001, Holopainen đã gọi tới Drakkar và Spinefarm, tuyên bố không chính thức rằng Nightwish đã kết thúc. Ông nói với họ rằng, ông có thể sản xuất một album khác, nhưng ông sẽ không bao giờ biểu diễn thêm một buổi nào nữa với ban nhạc. Thông điệp tương tự cũng được viết trên bảng tin của ban nhạc.
Ngay sau buổi biểu diễn cuối cùng, Holopainen đã thực hiện một chuyến đi bộ đường dài thẳng tới Lapland với Tony Kakko. Trong chuyến đi, họ nói chuyện về ban nhạc và Holopainen quyết định ông không thể chia tay Nightwish một cách dễ dàng. Khi Holopainen trở về từ Lapland, ông ngay lập tức nhận được một cú điện thoại từ Ewo Pohjola về việc đề nghị trở thành quản lý của Nightwish và giúp ông giải quyết ổn thỏa mọi chuyện, và Holopainen đồng ý.

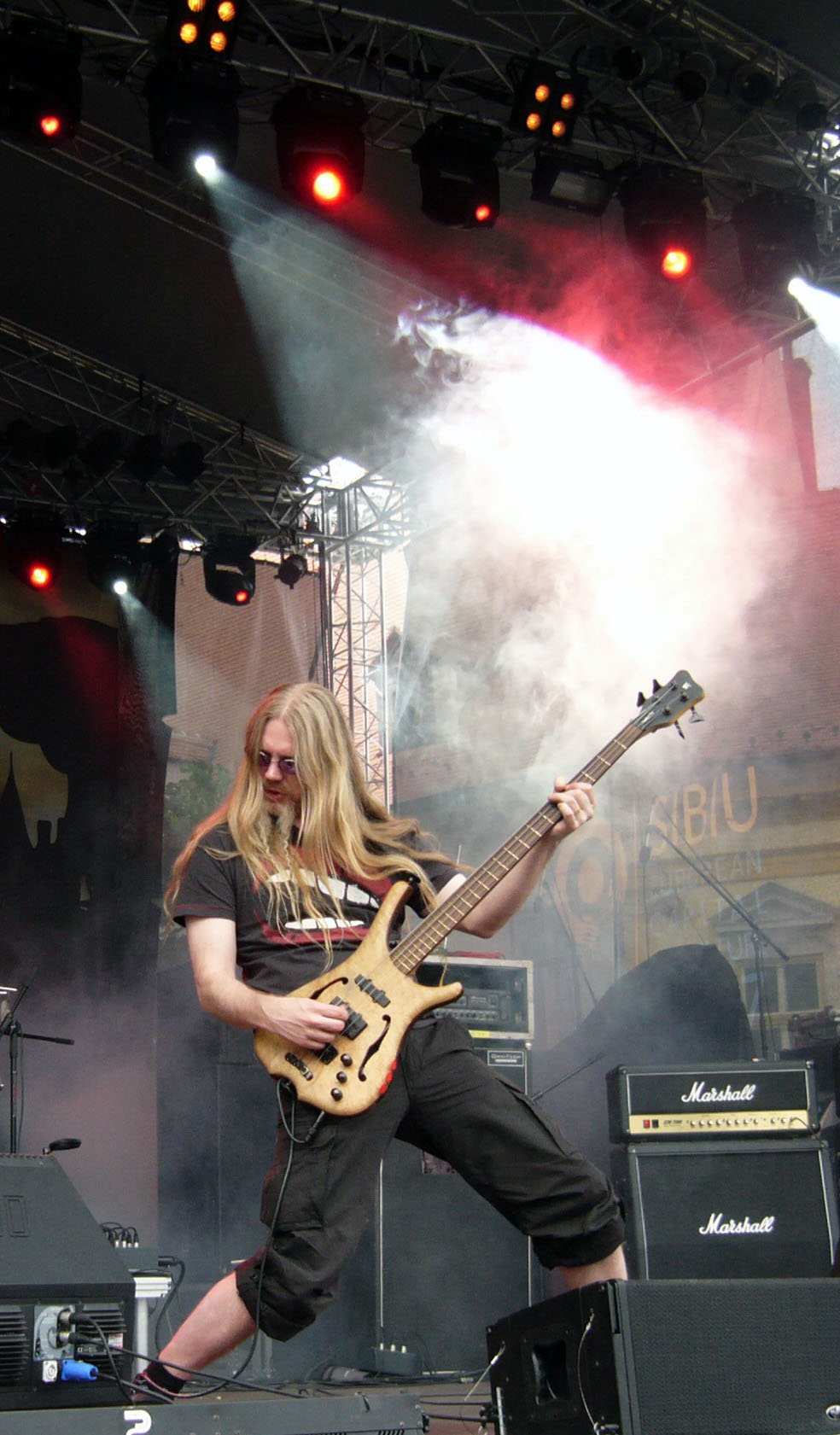
Bassist hiện tại của Nightwish, Marco Hietala, người thay thế Sami Vänskä vào mùa thu năm 2001.

Để tiếp tục Nightwish, Holopainen quyết định thay đổi. Ngoài việc chọn Ewo là quản lý mới, ông cũng yêu cầu Sami Vänskä rời nhóm, và Marco Hietala (Tarot) được mời tham gia vào ban nhạc. Bên cạnh giữ vai trò chơi bass, Hietala đồng thời đảm nhiệm giọng nam chính.
Năm 2002, Nightwish ra mắt album Century Child, đồng thời với 2 single "Ever Dream" và "Bless the Child". Điểm khác biệt quan trọng nhất là album này ban nhạc đã mời dàn nhạc giao hưởng Phần Lan chơi nền trong các bản "Bless the Child", "Ever Dream", "Feel For You" và "The Beauty of the Beast". Một trong những bản nhạc được công chúng đón nhận nhiều nhất và đánh giá cao là "The Phantom of the Opera", trích từ vở nhạc kịch cùng tên của soạn giả Andrew Lloyd Webber. Bài này liên tục được chơi trong các buổi diễn của Nightwish cho tới khi Tarja Turunen bị thay thế bởi Anette Olzon, lúc bấy giờ ban nhạc tuyên bố sẽ không bao giờ biểu diễn bài này nữa.
Century Child giành được đĩa vàng chỉ 2 giờ sau khi phát hành, và đĩa bạch kim 2 tuần sau đó. Album này thiết lập một kỉ lục trên bảng xếp hạng âm nhạc Phần Lan; chưa bao giờ có một khoảng cách xa đến vậy giữa vị trí đầu bảng và thứ hai. Sau video "Bless the Child", một video khác được ghi hình mà không dùng để quảng bá cho bất kỳ single nào. Bài hát được chọn là "End of All Hope". Videoclip chứa nhiều cảnh trong một bộ phim Phần Lan, Kohtalon kirja (Quyển sách tiên tri, tiếng Anh: The Book of Fate).
Vào năm 2003, Nightwish phát hành DVD thứ 2, End of Innocence. DVD này kể lại câu chuyện về ban nhạc theo lời kể của Holopainen, Nevalainen và Tapio Wilska trong hai giờ. Bộ phim tài liệu cũng sử dụng một số cảnh quay các buổi biểu diễn, một số cảnh độc quyền và nhiều cảnh khác. Tarja Turunen cũng đã kết hôn vào mùa hè năm 2003, và có tin đồn rằng ban nhạc sắp tan rã. Những tin đồn này, vào thời điểm đó được chứng minh là sai, khi ban nhạc tiếp tục biểu diễn trong những năm sau và phát hành album. Hôn nhân của Tarja sau này là một phần dẫn đến quyết định chia tay ban nhạc vào mùa thu năm 2005.

### Thành công trên bảng xếp hạng vớiOncevà biến cố Tarja (2004)
Album mới, Once được phát hành ngày 7 tháng 7 năm 2004, cùng với single quảng bá, "Nemo" (tiếng Latin: "Không một ai"). Single đứng đầu bảng xếp hạng Phần Lan và Hungary, và lọt vào bảng xếp hạng của sáu nước khác. "Nemo", vì thế, được xem là single thành công nhất của nhóm từ trước đến nay. Với Once, Nightwish bắt đầu soạn phiên bản giao hưởng của một số bài hát trong album. Các bài hát gồm có "Nemo", "Ghost Love Score", "Kuolema Tekee Taiteilijan" và "Creek Mary's Blood".
Once sử dụng một dàn nhạc giao hưởng trọn vẹn trong chín trên tổng số mười một bài hát. Không như Century Child, Nightwish quyết định lựa chọn một dàn nhạc giao hưởng ngoài Phần Lan, và dàn nhạc giao hưởng London Philharmonic Orchestra được chọn. Đây cũng là album thứ hai có một bài hát toàn bộ là tiếng Phần Lan, "Kuolema Tekee Taiteilijan" ("Tử thần tạo nên một nghệ sĩ", tiếng Anh: "Death Makes an Artist"). Once giành được ba đĩa bạch kim ở Phần Lan, một đĩa bạch kim khác ở Đức, và đĩa vàng ở sáu nước khác, album này cũng đạt vị trí số một tại bảng xếp hạng âm nhạc Hy Lạp, Na Uy và bảng xếp hạng album của Đức, nằm trong top 10 của bảng xếp hạng Pháp, Hungary và Thụy Điển. Các đĩa đơn sau đó là: "Wish I Had an Angel" (là soundtrack của phim Alone in the Dark), "Kuolema Tekee Taiteilijan" (chỉ phát hành tại Phần Lan và Nhật Bản) và "The Siren". Bên cạnh thành công về mặt thương mại, Once cũng được đón nhận bởi nhiều nhà phê bình, với nhiều nhận xét tích cực và so sánh với Oceanborn.
Thành công của album đưa ban nhạc lưu diễn trong tour Once World Tour đến nhiều nước trên thế giới mà họ chưa bao giờ đến. Nightwish được vinh dự biểu diễn mở màn Giải Vô địch điền kinh thế giới lần thứ 10 năm 2005, tổ chức tại Helsinki. Một album "best of", Highest Hopes, cũng được phát hành vào tháng 9 năm 2005. Album tổng hợp này bao gồm một bản live cover "High Hopes" (từ album The Division Bell của Pink Floyd) (sample). Bên cạnh High Hopes, một bản làm lại của "Sleeping Sun" (từ Oceanborn) cũng nằm trong album, và được phát hành như một đĩa đơn. Một đoạn video mới cho "Sleeping Sun" đã được tiết lộ, với một trận chiến thời Trung cổ, và có thể tìm thấy trên đĩa đơn phiên bản tiếng Đức và một DVD riêng biệt phát hành bởi Spinefarm.
Sau khi thu âm live ở Hartwall Arena (Helsinki) vào ngày 21 tháng 10 năm 2005, cho DVD End of an Era (phát hành tháng 6 năm 2006), bốn thành viên còn lại quyết định rằng sẽ là tốt nhất cho Nightwish nếu tiếp tục mà không có Tarja Turunen, một cảm nhận mà họ thể hiện qua một bức thư ngỏ được gửi tới Turunen từ Holopainen sau buổi biểu diễn, và sau đó được đăng trên website của ban nhạc. Bức thư do Holopainen viết nhưng được ký tên bởi ba thành viên còn lại. Trong bức thư, lý do chính được đưa ra cho việc Tarja bị khai trừ khỏi là vì ban nhạc cảm thấy rằng cả người chồng Marcelo Cabuli (một doanh nhân người Argentina) và niềm yêu thích thương mại đã thay đổi thái độ của cô đối với toàn bộ ban nhạc.
Turunen phản ứng lại động thái này hai lần, trong hai buổi họp báo ở Phần Lan và Đức, nói rằng việc bị khai trừ là một cú sốc lớn với mình, thêm nữa, cô hoàn toàn không biết gì cho tới khi nhận được lá thư. Cô cảm thấy rằng những lời lẽ nhắm vào chồng mình là không có cơ sở, và việc tuyên bố công khai là "vô cùng điên rồ và tàn nhẫn". Cô cũng bày tỏ quan điểm của mình trong một bức thư ngỏ khác đăng tải trên website của riêng mình, và thông qua nhiều bài phỏng vấn trên báo, tạp chí và truyền hình.

### Thời kỳ gián đoạn và nữ ca sĩ chính mới (2006-2009)

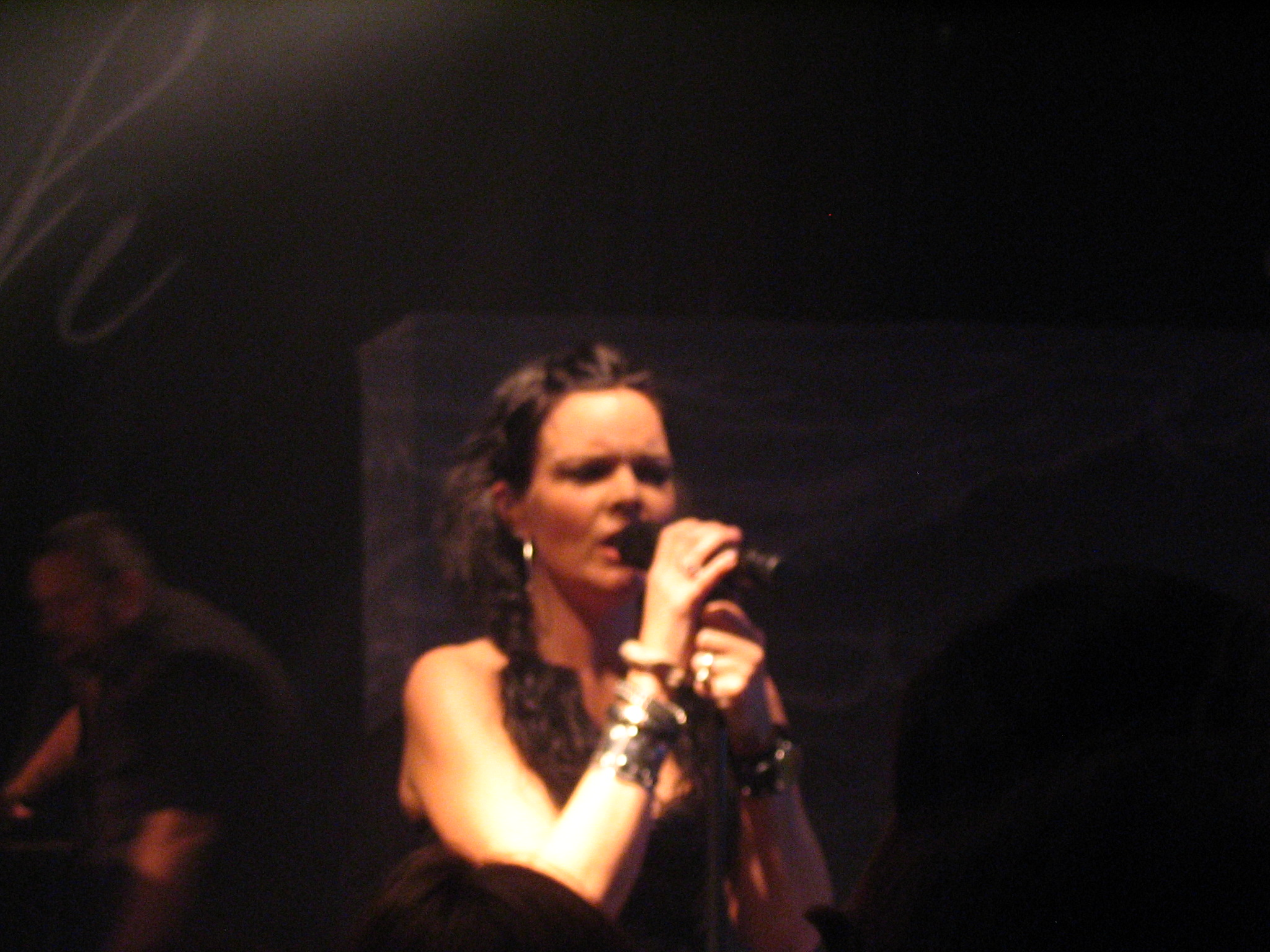
Nữ ca sĩ chính thứ hai, Anette Olzon, tại Springfield, Virginia, Hoa Kỳ vào ngày 15 tháng 10 năm 2007.

Tháng 9 năm 2006, ban nhạc khởi động ghi âm album phòng thu thứ 6 "Dark Passion Play". Với mục đích tìm một giọng nữ mới thay thế cho Turunen, ban nhạc đề xuất những ca sĩ có hứng thú hãy ghi âm và gửi giọng hát của mình đến cho họ. Trong thời gian này, những đồn đoán về người cuối cùng được chọn bắt đầu xuất hiện. Sau đó, ban nhạc tuyên bố trên trang web của họ rằng người hâm mộ không nên tin bất cứ nguồn nào khác hơn thông tin từ ban nhạc về các ca sĩ mới; và vào ngày 24 tháng 5, cựu nữ ca sĩ chính 35 tuổi của Alyson Avenue, Anette Olzon, từ Thụy Điển, được thông báo sẽ chính thức thay thế vị trí của Turunen. Holopainen phát biểu trong cuộc phỏng vấn rằng ông không muốn tiết lộ danh tính của Olzon quá sớm trước sự xuất hiện chính thức của cô với ban nhạc, vì ông không muốn người hâm mộ đánh giá Olzon chỉ từ những thông tin ít ỏi về hình ảnh hoặc công việc trước kia của cô.
Một ngày sau khi tuyên bố, ngày 25 tháng 5 năm 2007, đĩa đơn từ thiện "Eva" được phát hành dưới dạng chỉ cho download như một hình thức đặt trước album mới. Ban đầu nó được dự kiến phát hành vào ngày 30 tháng 5, nhưng ngày phát hành đã bị thay đổi do một bản leak trên một trang web cho download nhạc của Anh. Đây là bản thu đầu tiên có sự góp mặt của Olzon. Vào ngày 13 tháng 6, Nightwish tiết lộ tiêu đề album, Dark Passion Play, và artwork cho album mới trên trang web chính thức, cũng như tên và bìa đĩa đơn thứ hai (CD vào thời gian này), "Amaranth"; được phát hành tại Phần Lan vào ngày 22 tháng 8 và bao gồm một bonus track mang tên "While Your Lips Are Still Red" viết bởi Tuomas như ca khúc chủ đề cho bộ phim Phần Lan "Lieksa!". Đĩa đơn này giành được đĩa vàng sau chưa đầy hai ngày lên kệ.
Album mang tên Dark Passion Play được phát hành ở châu Âu vào cuối tháng 9 năm 2007, ở Anh vào ngày 1 tháng 10, và ở Mỹ vào ngày 2 tháng 10. Album giành được đĩa bạch kim chỉ 2 ngày sau khi phát hành, chiếm giữ vị trí số 1 tại Đức, Phần Lan, Thụy Sĩ, Hungary  và Croatia, nằm trong top 100 ở 16 quốc gia kể cả Mỹ.

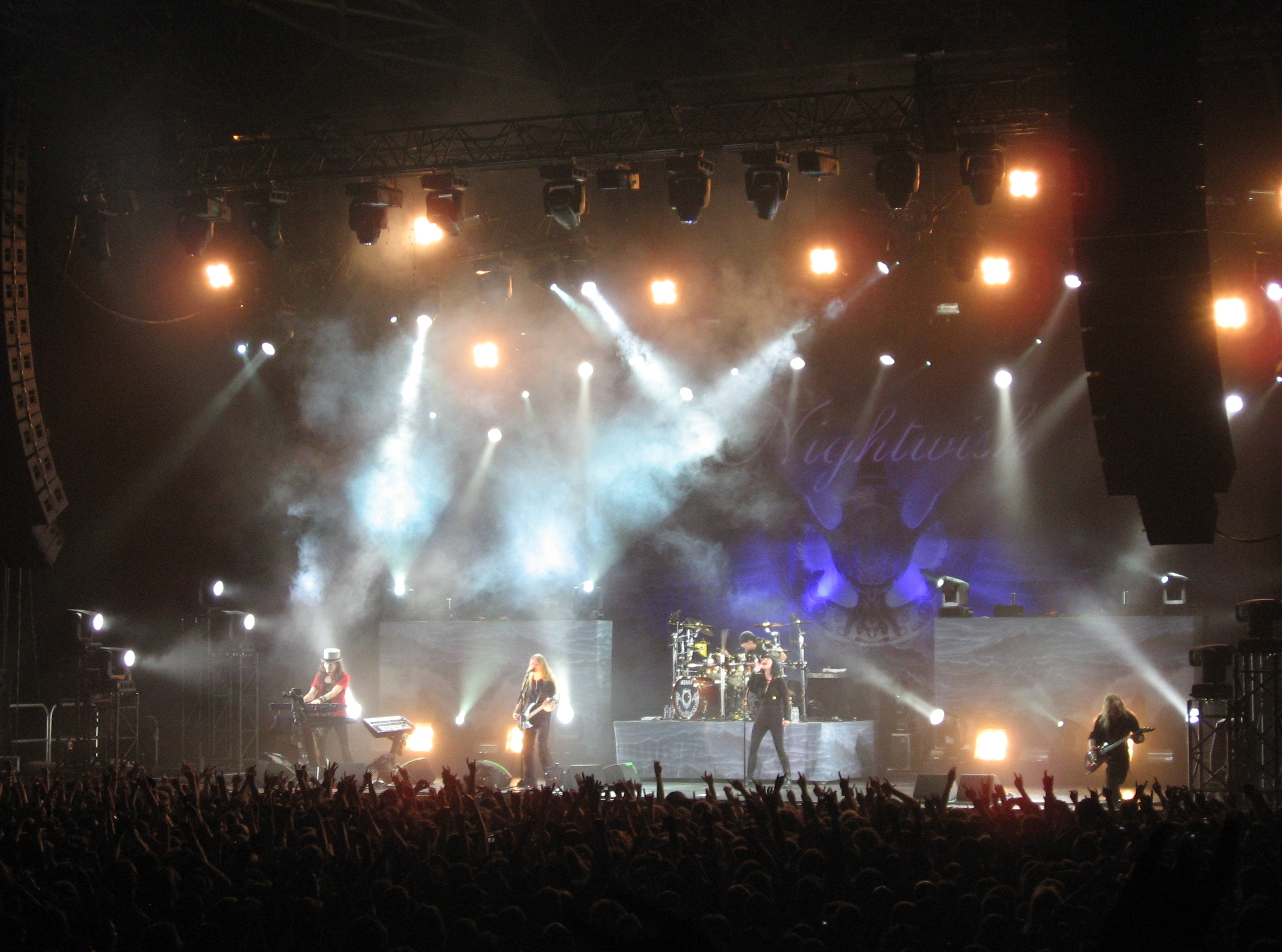
Nightwish biểu diễn tại Paris, Pháp, vào ngày 6 tháng 4 năm 2008.

Trong album này, giọng nam chính Marco Hietala có nhiều đất diễn hơn hẳn: anh hát phần bè trong "Cadence of Her Last Breath" và "Sahara", hát chính trong "The Islander", "Master Passion Greed" và "While Your Lips Are Still Red", hát phần hợp âm trong "Bye Bye Beautiful" và "7 Days to the Wolves". Anh cũng hát một phần trong bản nhạc "The Poet and the Pendulum", bên cạnh việc hát bè trong phần điệp khúc. Trước khi hoàn thành việc tìm được ca sĩ mới và thu âm album mới, Marco hát trong tất cả các bản demo. Holopainen cũng hát trong bản demo của "Bye Bye Beautiful" và "Master Passion Greed" nhưng những bản demo này không bao giờ được xuất bản.
Vào ngày 22 tháng 9 năm 2007, ban nhạc tổ chức một buổi hòa nhạc bí mật tại Rock Café ở Tallinn, Estonia, tự nhận là một ban nhạc cover các tác phẩm của Nightwish có tên goi "Nachtwasser". Buổi biểu diễn chính thức đầu tiên với Annette Olzon là ở Tel Aviv, Israel, vào ngày 6 tháng 10 năm 2007. Tour diễn Dark Passion Play, vì thế, bắt đầu tại Hoa Kỳ, Canada, nhiều nơi tại châu Âu, châu Á, và Australia.
Đĩa đơn thứ ba của album là "Erämaan viimeinen", một phiên bản có lời chưa từng phát hành của bản nhạc không lời "Last of the Wilds"". Đĩa đơn này được phát hành ngày 5 tháng 12 năm 2007. Trong bài này, Jonsu của ban nhạc pop và rock Phần Lan Indica biểu diễn những phần lời tiếng Phần Lan. "Bye Bye Beautiful", đĩa đơn thứ tư, được phát hành ngày 15 tháng 2 năm 2008, và liên quan đến sự chia tay năm 2005 của Turunen, cũng như một bài khác trong album (Master Passion Greed). Đĩa đơn bao gồm thêm một bonus track, "Escapist", cũng có trong phiên bản tiếng Nhật của Dark Passion Play. Trong vòng một tuần sau khi phát hành, đĩa đơn thứ năm đã được công bố là "The Islander". Đĩa đơn "The Islander" bao gồm một phiên bản giao hưởng của bản ballad bất hủ "Meadows of Heaven", cũng bao gồm một phiên bản không lời của "Escapist" và một bản làm lại của chính "The Islander". Nó được phát hành hơn một tháng sau khi phát hành video ca nhạc cùng tên, công chiếu vào cuối năm 2007 tại Rovaniemi, Lapland, Phần Lan.

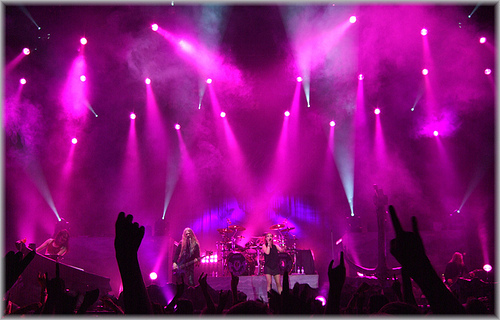
Nightwish trong buổi biểu diễn cuối cùng của Dark Passion Play World Tour ở Helsinki, Phần Lan, vào ngày 19 tháng 9 năm 2009.

Tour lưu diễn The Dark Passion Play trở thành tour dài nhất của Nightwish từ trước đến nay kéo dài từ mùa thu 2007 đến tháng 9 năm 2009 với buổi biểu diễn cuối cùng ở Hartwall Arena, Helsinki với ban nhạc Apocalyptica. Nightwish chỉ có duy nhất một buổi biểu diễn khác ở Hartwall Arena vào năm 2005 khi họ kết thúc tour diễn thế giới quảng bá cho album Once. Buổi biểu diễn này đã được đưa vào DVD End of an Era, và đó là show cuối cùng của Tarja Turunen cùng ban nhạc.
Ngày 6 tháng 3 năm 2009, Nightwish xuất xưởng Mini CD/DVD live album nhan đề Made in Hong Kong (And in Various Other Places). Tám bài hát được ghi âm trong chuyến lưu diễn vòng quanh thế giới "Dark Passion Play" năm 2007–2008, và một số bản demo của các bài trong album vừa phát hành trước đó.Tám bài hát được ghi âm trong chuyến lưu diễn vòng quanh thế giới "Dark Passion Play World Tour" năm 2007–2008, và album cũng bao gồm một bản b-side của đĩa đơn "Bye Bye Beautiful", một bản b-side của đĩa đơn "Amaranth", một bản demo chưa từng công bố của "Cadence of Her Last Breath", và một bonus-DVD với ba video ca nhạc trong một bộ phim tài liệu dài 37 phút với tên gọi "Back in the Day is Now".

### Imaginaerum, phim theo album và sự ra đi của Olzon (2009-2013)
Trong ấn bản tháng 6 năm 2009 của tạp chí Phần Lan Soundi, Holopainen tiết lộ rằng ông đã bắt đầu thực hiện album mới của Nightwish. Vào tháng 10 năm 2009, bắt đầu xuất hiện những tin đồn về tên album mới chủ yếu xoay quanh tiêu đề Wind Embraced, nhưng ca sĩ chính Anette Olzon liệt kê những tin đồn trên như một điều "sai sự thật" và nói rằng các bài hát cho album mới vẫn chưa được hoàn thành ngoài 3 bài hát đã được viết vào khoảng thời gian trước tháng 5 năm 2009. Holopainen trong một cuộc phỏng vấn năm 2010 cho biết rằng "[...] Tôi không thể tiết lộ thêm được nữa nhưng, để nói về album tiếp theo, sẽ có một sự thay đổi lớn." Trong một cuộc phỏng vấn với Uilleann pipist Troy Donockley (người đã ghi âm cùng với ban nhạc album Dark Passion Play), khi được hỏi về sự tham gia của mình trong album mới, ông nói "Ồ vâng, tôi sẽ chơi trong album tiếp theo và từ những gì Tuomas nói với tôi, nó sẽ trở thành một thứ gì đó thực sự phi thường..."

Poster chính thức của Imaginaerum.

Vào ngày 1 tháng 2 năm 2010, Olzon tuyên bố trên blog của mình rằng Holopainen đã có chín bài hát sẵn sàng cho album mới. Cô cũng nói rằng ban nhạc sẽ gặp nhau trong mùa hè để thu bản demo, và người hâm mộ không nên mong đợi bất cứ điều gì sớm hơn mùa thu năm 2011. Trên tờ Nightmail vào tháng 4 năm 2010, Holopainen tiết lộ rằng ông đã viết xong các bài hát cho album, và vào ngày 2 tháng 6, có thông báo rằng ông đã hoàn thành phần tiền sản xuất cho bản demo.
Ban nhạc công bố vào cuối năm 2010 rằng nhiều thông tin về nội dung thực tế của album sẽ được phát hành vào cuối tháng Giêng, nhưng vào ngày 1 tháng 2, trang web chính thức của ban nhạc đăng tải một tuyên bố bằng văn bản của Holopainen rằng vì sự thay đổi lịch trình, ông chưa thể cung cấp nhiều thông tin chi tiết hơn như ông muốn, nhưng nhiều thông tin sẽ được công bố sau khi một vài tháng tới. Tuy nhiên, ông cho biết thêm, "nó vẫn sẽ là Burton - Gaiman - Dalí - nơi hoan lạc mà chúng tôi phải bước vào"; Trong tuyên bố cũng bật mí album sẽ là một album nhạc chủ đề và "sự thay đổi tâm trang hiện diện nhiều hơn bao giờ hết" ("mood changes seem to be more present than ever before"), và những bản nhạc giao hưởng demo ông nhận từ Pip Williams được mô tả là "những thứ tuyệt đẹp, phi thường, tồn tại một cảm giác mông muội và đầy chất điện ảnh". Trong phiên bản tiếng Phần Lan của tuyên bố, nó cũng tiết lộ rằng một vài bài hát sẽ không hoàn toàn mang âm hưởng giao hưởng, khác với album trước đó với toàn bộ các bài hát được biểu diễn cùng một dàn nhạc giao hưởng.
Các tuyên bố tiếp tục xuất hiện trong suốt năm 2011. Ngày 10 tháng 2, Nightwish công bố trên trang web của ban nhạc tiêu đề album mới sẽ là Imaginaerum. Họ cũng tuyên bố rằng ban nhạc đã sản xuất một bộ phim dựa trên album với tựa đề Imaginarium, sẽ được phát hành vào năm 2012 và được đạo diễn bởi Stobe Harju, người trước đó đã đạo diễn video âm nhạc cho "The Islander". Vào ngày 22 tháng 8 năm 2011, họ công bố trên trang web chính thức rằng album nhạc Imaginaerum sẽ được phát hành vào cuối năm. Vào ngày 31 tháng 8, Nightwish thông báo trên website về việc đổi tên tựa đề Imaginarium thành Imaginaerum "để tránh trùng tên với bản mix-up cùng nhiều nhạc cụ có tên là 'IMAGINARIUM' ". Sau đó, vào ngày 2 tháng 9, Nightwish công bố trên trang web của họ rằng đĩa đơn mới Storytime sẽ được phát hành vào thứ Sáu, ngày 11 tháng 11 và vào ngày 9 tháng 9, Nightwish công bố bìa album, tracklist và bình luận được viết bởi Tuomas.
Ngày 11 tháng 1 năm 2012, Nightwish công bố trên trang web của họ, đĩa đơn thứ hai "The Crow, the Owl and the Dove" thông báo rằng Nightwish sẽ phát hành một bản 10 "LP mang tên Trials of Imaginaerum kết hợp với Record Store Day (ngày 21 tháng 4 năm 2012). Bản 10" LP là một đĩa hai mặt có hình ảnh, bao gồm bốn bản demo đầu tiên của "Storytime", "The Crow, The Owl and The Dove", "I Want My Tears Back" và "Slow, Love, Slow".
Ngày 1 tháng 10, Nightwish công bố thông qua trang Facebook của ban nhạc rằng họ đã chia tay với Olzon "trong sự hiểu biết lẫn nhau". Theo bản thông cáo báo chí này, "hướng phát triển và nhu cầu của các thành viên trong ban nhạc ngày càng xung đột với nhau một cách rõ ràng, và điều này đã dẫn đến một vị trí mà chúng tôi không thể phục hồi". Thông báo này đến ngày sau khi Olzon bị ốm và không thể biểu diễn; Nightwish sử dụng ca sĩ thay thế từ ban nhạc mở màn, Kamelot, và Olzon sau đó bày tỏ sự thất vọng của mình, "Tôi không hề được hỏi ý kiến về việc có ổn không nếu họ thay thế Elize và Alissa vào vị trí của tôi trong show tối hôm đó [thứ 6] [...] Tôi không nghĩ rằng đó là một quyết định đúng đắn của họ và tôi muốn gửi lời xin lỗi tới những người đến để được nhìn thấy ban nhạc, nhưng lại thấy một điều gì khác. Nhưng tôi đang ốm nặng và quyết định này không bắt nguồn từ bản thân tôi." Cũng theo bản thông cáo, Floor Jansen (ex-After Forever, ReVamp) sẽ hát trong phần còn lại của Imaginaerum World Tour.
Vào ngày 11 tháng 1 năm 2013, Anette công bố trên blog chính thức của mình rằng cô đã mang thai đứa con thứ ba, trong mùa xuân năm 2013. Nhiều người suy đoán rằng đây là một yếu tố góp phần trong quyết định rời khỏi Nightwish của cô.

### Các kế hoạch cho album tiếp theo và sự gia nhập của Floor Jansen và Troy Donockley (2013-)
Trong một cuộc phỏng vấn với Metal Hammer trong tháng 11 năm 2012, Tuomas Holopainen nói rằng, họ đã có một địa điểm để tập luyện từ tháng 7 đến tháng 9 năm 2014, nhưng trước khi bắt đầu tập luyện các thành viên ban nhạc sẽ nghỉ ngơi một thời gian.
Vào ngày 9 tháng 10 năm 2013, ca sĩ người Hà Lan Floor Jansen (After Forever, ReVamp) được thông báo sẽ trở thành sự thay thế lâu dài cho Anette Olzon. Troy Donockley cũng được thông báo sẽ là một thành viên chính thức lâu dài. Chuyển động này mang lại lần đầu tiên Nightwish có đội hình sáu thành viên chính thức.
Vào cuối tháng 11, ban nhạc cho phát hành live album Showtime, Storytime. Mặc dù quá trình thu âm được tiến hành khi vẫn còn là những thành viên cho chuyến lưu diễn, đây là sản phẩm đầu tiên Nightwish hợp tác với Jansen, và có cô cùng Donockley dưới danh nghĩa thành viên chính thức của ban nhạc. Album cũng bao gồm một bộ phim tài liệu ghi lại những cảnh phía sau hậu trường của những ngày đầu Floor Jansen gia nhập và quá trình thay thế Olzon.

## Âm nhạc

### Chủ đề sáng tác

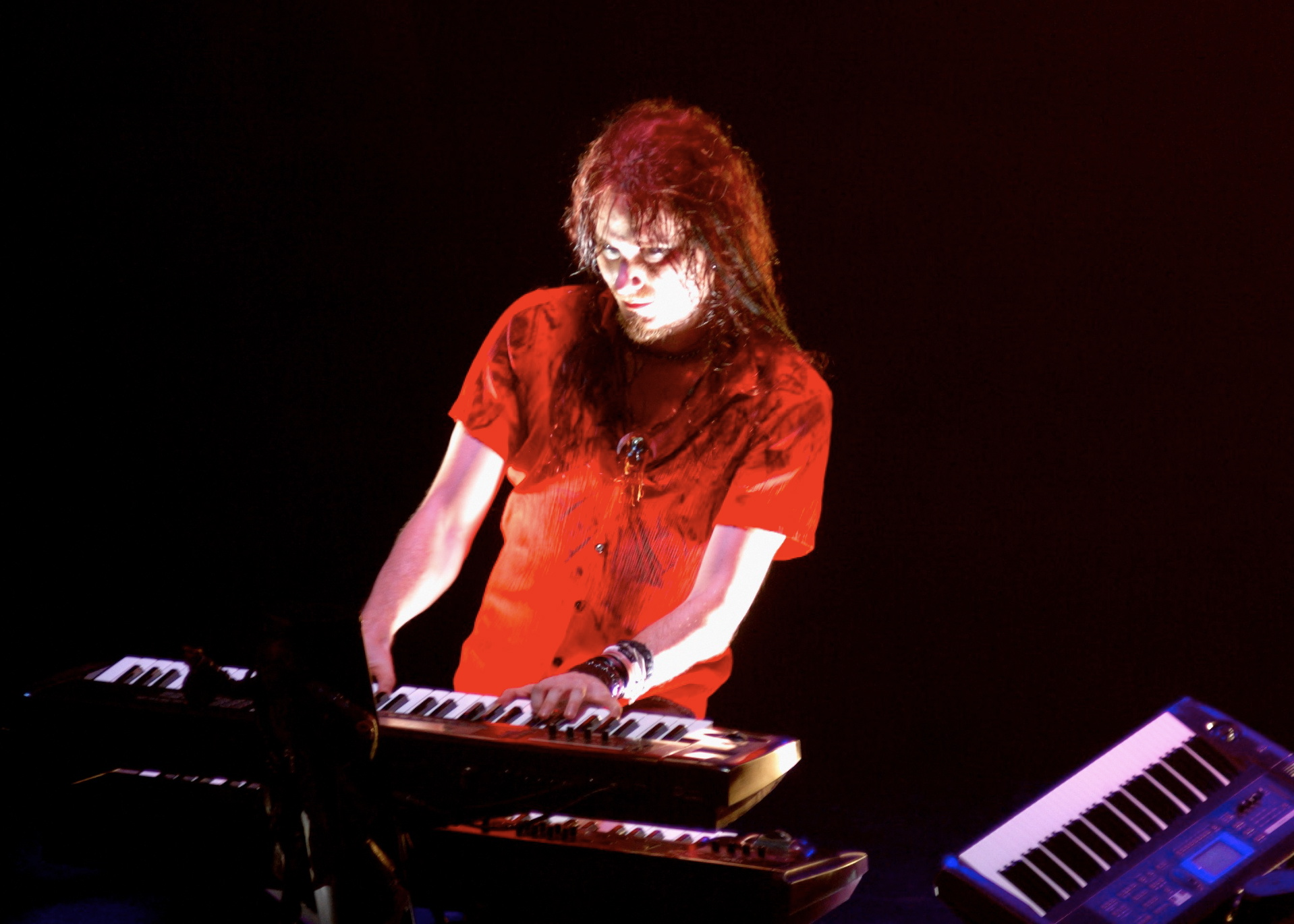
Nhạc sĩ chính của Nightwish (và cũng chơi keyboard), Tuomas Holopainen.

Ban đầu, Holopainen chủ yếu viết về những chủ đề thần thoại và viễn tưởng, và thường sử dụng các tư liệu liên quan tới "siêu hình và thiên nhiên". Ví dụ, bài "Elvenpath" chủ yếu nói về những hình ảnh tưởng tượng với các tài liệu tham khảo từ những câu chuyện cổ như của Tolkien. Qua nhiều năm, lời bài hát bắt đầu mang tính cá nhân nhiều hơn. Trong Wishmaster, ca khúc chủ đề vẫn còn là một "sự tưởng nhớ tới Tolkien và tất cả các nhà văn viễn tưởng khác", và "FantasMic" là một sự tưởng nhớ trực tiếp tới Walt Disney và những bộ phim hoạt hình của họ, mà Holopainen đã từng phát biểu là một trong những ảnh hưởng của mình. Tuy nhiên, với "Dead Boy's Poem", album cũng bao gồm một phần rất cảm động, mà Holopainen gọi là "di chúc và [...] di sản của tôi dành cho cả thế giới. [...] Tôi muốn viết bài hát này trước khi chết, bởi tôi muốn nói với cả thế giới những gì tôi nghĩ và cảm nhận. Nó thể hiện rất nhiều điều về bản thân tôi." Một số bài mang xu hướng tương tự trong album là "Come Cover Me", một bài hát về tình yêu, và "She is My Sin", nói về những ham muốn, thèm khát về dục vọng. "The Kinslayer", cũng nằm trong album Wishmaster, viết về vụ Thảm sát Trường Trung học Columbine xảy ra vào ngày 20 tháng 4 năm 1999, và câu "In memory of the Redeemers" ("Trong ký ức của những Đấng Cứu thế").
Ca khúc "10th Man Down" từ album Over the Hills and Far Away nói về cuộc nội chiến và lời bài hát được viết từ góc nhìn của một người lính. Sự phát triển mang tính cá nhân này trở nên rõ ràng hơn trong Wishmaster- và được kế thừa ở Century Child. Turunen nghĩ rằng lời các bài hát không chỉ đề cập tới "vùng đất mộng mơ quen thuộc của chúng tôi, mà còn cả thực tế tàn bạo của cuộc sống." "Kuolema Tekee Taiteilijan" (tiếng Anh: "Death Makes an Artist" - "Cái chết tạo nên một nghệ sĩ") từ album Once mô tả trải nghiệm về sự mất mát và tác động của nó về nghệ thuật, "Nemo" truyền tải nỗi đau về sự mất mát, trong khi "Dead Gardens" nói về cuộc đấu tranh với những điều cản bước người nghệ sĩ mà Holopainen đã từng phải chịu đựng.
Theo chiều ngược lại, "Creek Mary's Blood" lại được viết dựa trên câu chuyện cùng tên của Dee Brown, kể về cảnh ngộ của những người Mỹ bản địa vào cuối thế kỷ 19. Album năm 2007, Dark Passion Play bao gồm một số lượng bất thường các bài hát mang tính cá nhân, trong đó "The Poet and the Pendulum" được mô tả là câu chuyện về cuộc đời Holopainen và việc trở thành một nhà soạn nhạc và nhạc sĩ của anh. Trong khi đó, "Meadows of Heaven" lại mô tả tuổi thơ của Holopainen và cảm thức rằng nó sẽ không bao giờ trở lại nữa. Hai bài "Bye Bye Beautiful" và "Master Passion Greed" nói về cựu thành viên Tarja Turunen và người chồng Marcelo Cabuli của cô. Một ca khúc trong album, "Cadence of Her Last Breath", là một "bài hát mang nặng cảm quan cá nhân" về sự chạy trốn. Một vài bài hát khác trong album cũng có những liên hệ tới các tác giả như Edgar Allan Poe, Walt Whitman và Stephen King, nhưng album cũng chứa đựng sự trở về với chủ đề viễn tưởng cùng "Sahara", "Whoever Brings the Night" và "7 Days to the Wolves".
"7 Days to the Wolves" từ album Dark Passion Play được viết dựa trên cuốn tiểu thuyết của Stephen King, The Dark Tower V: Wolves of the Calla, tập thứ 5 trong bộ tiểu thuyết The Dark Tower. Tên gọi đầu tiên của "The Poet and the Pendulum" là The White Lands of Empathica, là tên của chương bốn trong tập thứ 7 của bộ tiểu thuyết The Dark Tower, The Dark Tower VII: The Dark Tower.
Mặc dù lời bài hát của Nightwish thường chứa đựng những ý nghĩa đen tối mang tính nặng nề, họ cũng có một số ca khúc ít u ám hơn, bao gồm bonus track Nightquest, nói về sự kết nối các thành viên ban nhạc như những nghệ sĩ (ba thành viên ban đầu bao gồm cả Nevalainen), và "sứ mệnh" của Nightwish.

### Ngôn ngữ
Trong album ra mắt Angels Fall First, bài hát được viết bằng hai thứ tiếng Anh và Phần Lan, nhưng từ sau đó ban nhạc chỉ viết bài hát bằng tiếng Anh, với trường hợp ngoại lệ duy nhất là "Kuolema Tekee Taiteilijan" từ album Once (2004), đĩa đơn "Erämaan viimeinen" (2007), là phiên bản phổ lời (với sự góp giọng của Jonsu (từ ban nhạc Indica)) của bản nhạc không lời "Last of the Wilds", và "Taikatalvi" từ album Imaginaerum (2011). Holopainen nghĩ rằng anh không chắc chắn về lời của bài "Erämaan viimeinen", bởi anh cho rằng việc viết nhạc bằng tiếng Phần Lan là khá khó khăn, và "tiếng Phần Lan khi hát [có thể] nghe sẽ rất tệ." Ca khúc Creek Mary's Blood cũng dựa trên một bài thơ viết bằng tiếng Lakota, ban đầu được viết bằng tiếng Anh và sau đó được dịch bởi ca sĩ khách mời John Two-Hawks.

### Ảnh hưởng
Tuomas Holopainen, người viết hầu hết lời và nhạc cho các bài hát của Nightwish, nói rằng các nguồn cảm hứng cho bài hát của Nightwish hầu hết được bắt nguồn từ những bản nhạc phim. Những ca khúc như "Beauty of the Beast" (trong Century Child), "Ghost Love Score" (trong Once) và "The Poet and the Pendulum" (trong Dark Passion Play) là những ví dụ của ảnh hưởng này. Những bài hát khác, chẳng hạn như "Bye Bye Beautiful" (trong Dark Passion Play), và "Wish I Had an Angel" (trong Once) mang những yếu tố của industrial metal, và một vài bài khác, như "The Islander" và "Last of the Wilds" (trong Dark Passion Play), "Creek Mary's Blood" (trong Once), và album Angels Fall First mang những yếu tố của folk metal. Holopainen cũng phát biểu rằng nhạc phim là thể loại nhạc anh thường nghe để giải trí. Anh thích những bản nhạc phim như nhạc của The Village, Van Helsing, The Chronicles of Narnia: The Lion, the Witch and the Wardrobe và Crimson Tide, và đặc biệt thích tất cả các bản nhạc sáng tác bởi Hans Zimmer. Ban nhạc cũng cho biết âm nhạc của họ chịu ảnh hưởng từ Children of Bodom, My Dying Bride, Tiamat và The 3rd and the Mortal.
Tiểu thuyết giả tưởng cũng là một nguồn ảnh hưởng lớn tới âm nhạc của Nightwish. Nhiều lời bài hát là minh chứng khá rõ ràng mối liên hệ tới những tiểu thuyết giả tưởng, đặc biệt là bộ Dragonlance và Chúa tể của những chiếc nhẫn của J. R. R. Tolkien. Những bài như "Wishmaster," "Elvenpath," và "Wanderlust" dường như bị ảnh hưởng nặng nề bởi các tiểu thuyết này. Những liên hệ tới Dãy Kharolis, 'Shalafi' và Krynn, cũng như 'Elbereth,' 'Rings of Power' và 'Gray Havens', có thể được tìm thấy trong các bài hát này. Âm nhạc của "7 Days to the Wolves" được lấy cảm hứng từ bộ tiểu thuyết nổi tiếng của Stephen King, The Dark Tower.
Nightwish cũng được ghi nhận như là nguồn cảm hứng cho các ban nhạc khác. Simone Simons, ca sĩ chính của ban nhạc symphonic/gothic metal Hà Lan Epica, nói rằng cô bắt đầu hát từ khi nghe album năm 1998 của Nightwish, Oceanborn. Cựu ca sĩ của ban nhạc symphonic metal Visions of Atlantis, Nicole Bogner, cũng thừa nhận rằng Nightwish đã truyền rất nhiều cảm hứng cho album đầu tay của họ. Sander Gommans của After Forever nói rằng Nightwish "chắc chắn sẽ luôn ảnh hưởng đến chúng tôi trong việc tạo ra những bài hát mới". Ca sĩ chính của ban nhạc power metal Sonata Arctica, Tony Kakko thì giải thích rằng Nightwish có ảnh hưởng rất lớn tới anh.

### Phong cách âm nhạc

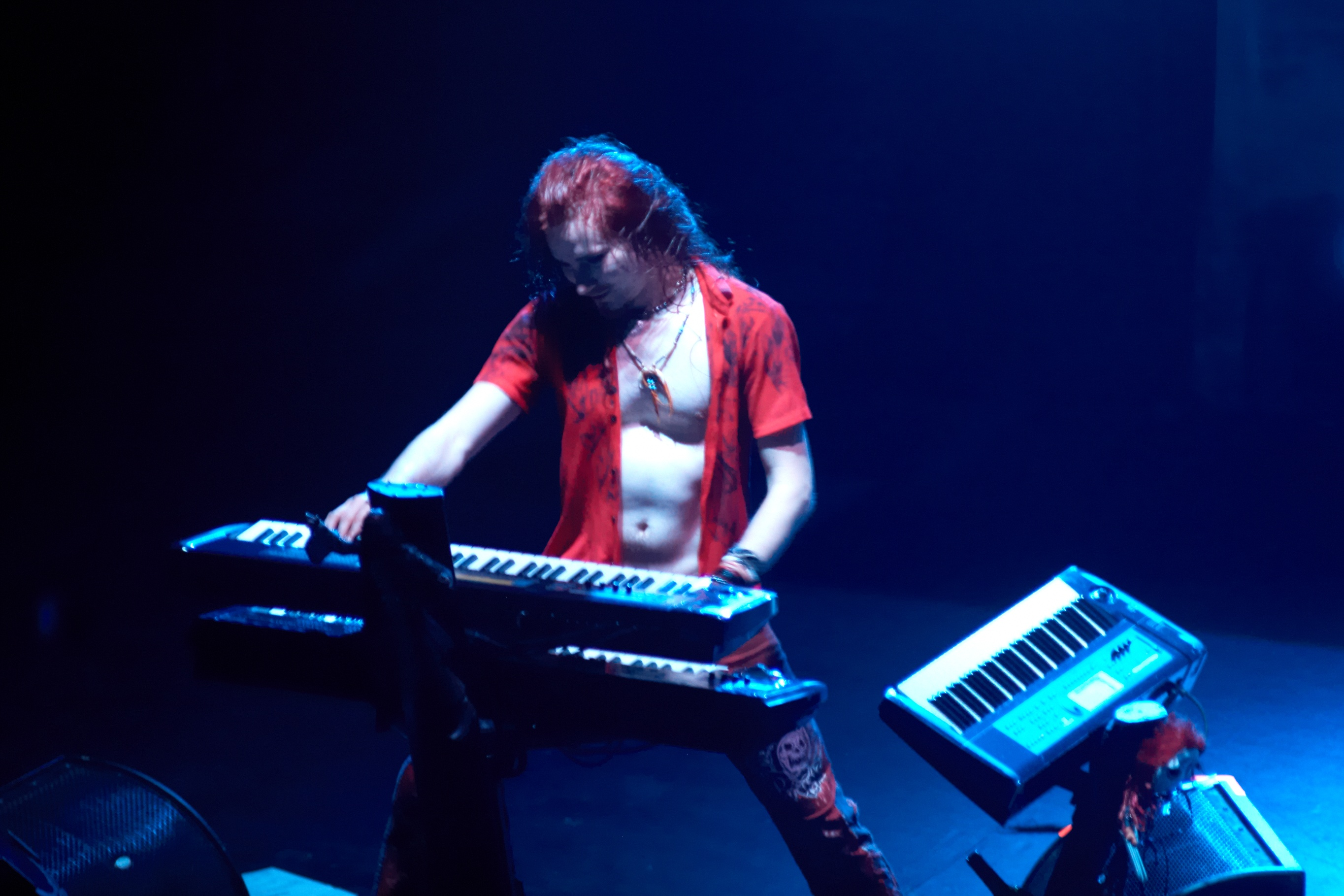
Việc sử dụng keyboard thông qua đàn piano truyền thống và dây để tạo ra một bầu không khí gothic là một phần quan trọng trong âm nhạc ban đầu của Nightwish.

Nightwish biểu diễn thể loại symphonic metal với một giọng opera nữ cao vút. Âm nhạc của ban nhạc được mô tả là "nặng nề một cách khoa trương, đậm chất giao hưởng và điện ảnh, với keyboard và đàn tạo ra một bầu không khí gothic".
Âm nhạc của ban nhạc còn được biết tới với sự phức tạp và mang nhiều tầng ý nghĩa. Nó cũng mang nặng tính sử thi, tính kịch và chất opera. Nhà phê bình Chad Bowar ghi lại rằng âm nhạc của họ "luôn luôn rất du dương với những dàn hợp xướng đáng nhớ và nhiều cạm bẫy ẩn chứa." Một số tài liệu cũng liệt kê Nightwish như một ban nhạc heavy metal.

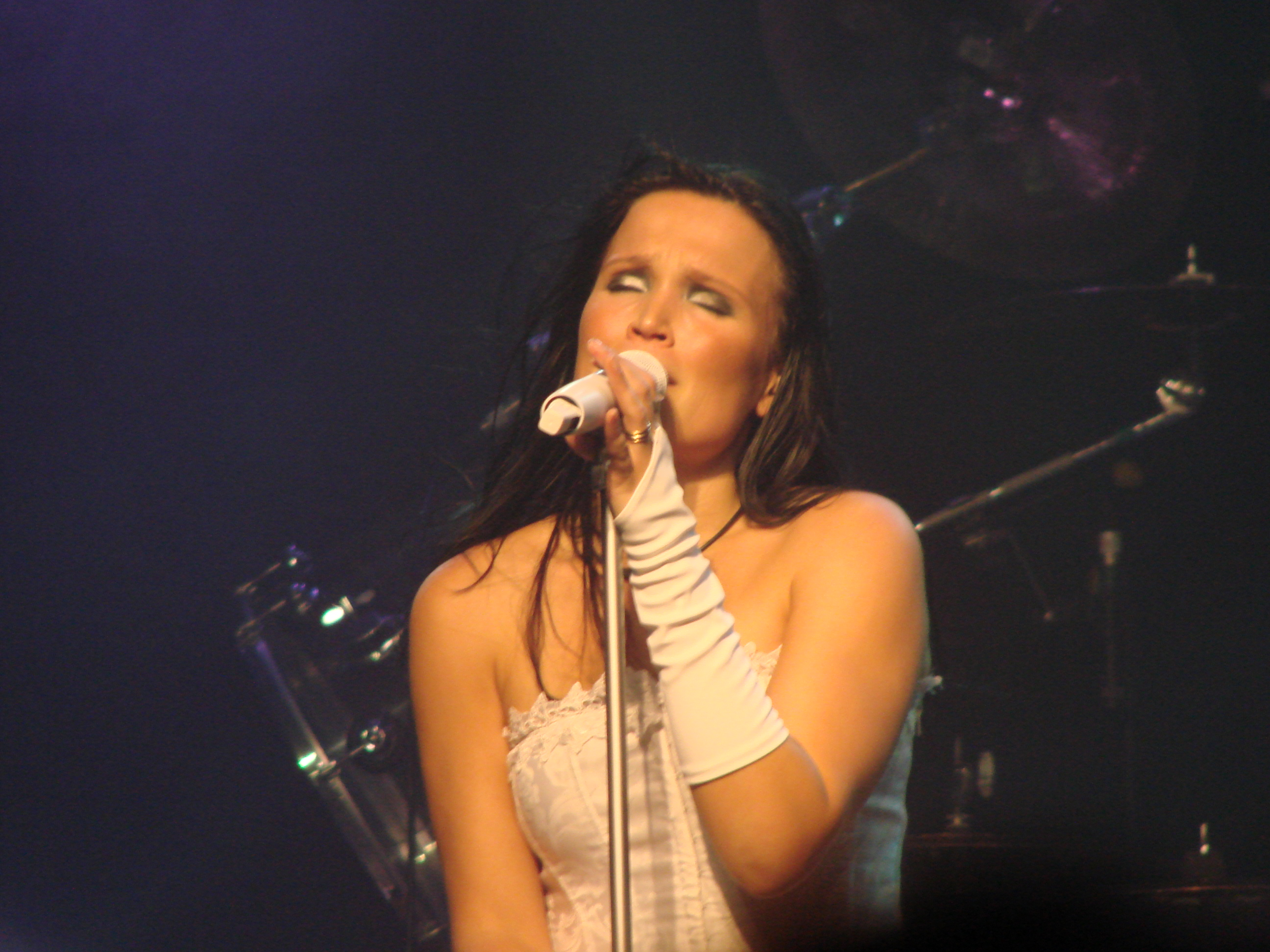
Một phần của âm nhạc Nightwish thuở ban đầu là giọng soprano của Tarja Turunen, cho đến khi cô rời ban nhạc năm 2005.

Việc sử dụng ca sĩ nữ đã trở thành một đặc điểm riêng của nhóm, dù điều này có vẻ kém nổi bật hơn kể từ sự bùng nổ của những ban nhạc metal có ca sĩ nữ chính vào giữa những năm 2000, với sự phổ biến của các ban nhạc như Evanescence, Within Temptation, Leaves' Eyes, và một số ban nhạc gothic metal pha trộn giọng nữ và giọng nam, như Lacuna Coil, Tristania, Epica và phong cách ban đầu của Within Temptation.
Bassist và ca sĩ Marco Hietala mô tả phong cách âm nhạc của ban nhạc như "melodic symphonic metal"; mặc dù điều này không phải là một ý kiến chung của tất cả các thành viên trong nhóm, bao gồm người sáng tác của nhóm, Tuomas Holopainen, người mô tả âm nhạc của ban nhạc chỉ đơn giản như là symphonic metal. Nightwish được nhìn nhận rằng đã chuyển đổi từ phong cách power metal đặc trưng sang âm nhạc mang hơi hướm gothic "thị trường" hơn kể từ Century Child và Once. Âm nhạc của Nightwish được "nhận diện" bởi giọng soprano đặc trưng của Tarja Turunen, một "ca sĩ nữ chính vô cùng lôi cuốn với giọng hát đầy nội lực". Các nhà phê bình nhận xét rằng giọng hát của cô trở nên ít tính opera hơn từ việc phát hành Once. Sau sự ra đi của Tarja Turunen, Nightwish bỏ lại phía sau "giọng hát opera đặc trưng" trong album trước đó của họ.
Trong khi âm nhạc của Nightwish tập trung vào giọng nữ chính, ban nhạc cũng có những giọng nam đặc trưng trong các album của mình kể từ album đầu tay Angels Fall First. Album này cũng bao gồm "các yếu tố của âm nhạc dân gian và môi trường", yếu tố mà họ không còn theo đuổi trong album tiếp theo Oceanborn. Tuy nhiên, ca khúc "Creek Mary's Blood" trong album "Once" lại mang một số giai điệu trong các bài hát dân gian của người Mỹ bản địa, và album năm 2007, Dark Passion Play đánh dấu sự trở về với folk metal cùng "The Islander" và "Last of the Wilds".

## Thành viên
Thành viên hiện tại
- Kai Hahto – trống (2019–nay; khách mời: 2014–2019)
- Tuomas Holopainen - keyboard, synthesizer (1996–nay)
- Emppu Vuorinen - guitar (1996–nay), bass (1996–1998)
- Troy Donockley - kèn túi uillean (uillean pipes), sáo kim loại (tin whistle), hát đệm (2007–nay)
- Floor Jansen - hát chính (2012-nay)

Thành viên cũ
- Marko Hietala – bass, giọng nam (2001–2021), acoustic guitar (2006–2021)
- Jukka Nevalainen - trống (1997–2019; 2014–2019)
- Anette Olzon - hát chính (2007–2012)
- Tarja Turunen - hát chính (1996–2005)
- Sami Vänskä - bass (1998–2001)

### Dòng thời gian

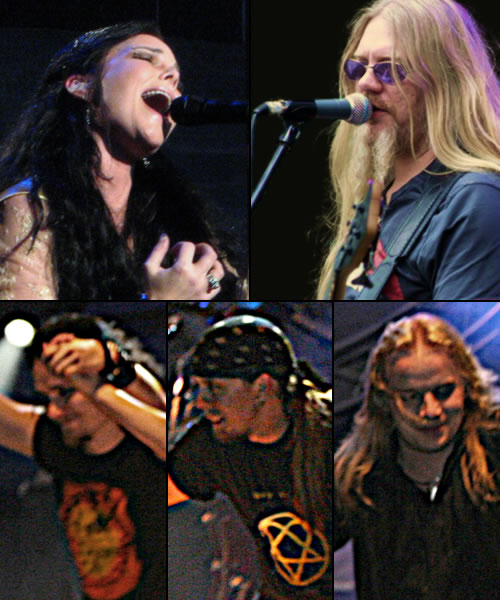
Đội hình lần thứ ba của Nightwish, gồm từ trái sang phải (từ trên xuống): Anette, Marco, Tuomas, Jukka và Emppu.

## Danh sách đĩa hát
- Angels Fall First (1997)
- Oceanborn (1998)
- Wishmaster (2000)
- Century Child (2002)
- Once (2004)
- Dark Passion Play (2007)
- Imaginaerum (2011)
- Endless Forms Most Beautiful (2015)
- Human.:II: Nature (2020)

## Video
- (1998) The Carpenter (Edit)
- (1998) Sacrament of Wilderness
- (1999) Walking in the Air (Live)
- (1999) Sleeping Sun
- (2000) The Kinslayer (Live)
- (2001) Over the Hills and Far Away
- (2002) Bless the Child (Edit)
- (2002) End of All Hope
- (2004) Nemo (Edit)
- (2004) Wish I Had an Angel
- (2005) Sleeping Sun (Remake)
- (2007) While Your Lips Are Still Red
- (2007) Amaranth
- (2008) Bye Bye Beautiful
- (2008) The Islander
- (2011) Storytime (Edit)
- (2012) Planet Hell (Live)
- (2012) I Want My Tears Back (Live)
- (2013) Ghost Love Score (Live)